# Esqui alpino nos Jogos Paralímpicos de Inverno de 2014 - Slalom masculino
A prova de slalom masculino do esqui alpino nos Jogos Paralímpicos de Inverno de 2014 foi realizada no Centro de Esqui Alpino Rosa Khutor, na Clareira Vermelha, em 13 de março de 2014.

## Medalhistas
|        | Atletas sentados       | Atletas em pé               | Deficientes visuais                                        |
| ------ | ---------------------- | --------------------------- | ---------------------------------------------------------- |
| Ouro   | JPN Takeshi Suzuki     | RUS Alexey Bugaev           | RUS Valerii Redkozubov / Evgeny Geroev (guia)              |
| Prata  | AUT Philipp Bonadimann | FRA Vincent Gauthier-Manuel | ESP Yon Santacana Maiztegui / Miguel Galindo Garcés (guia) |
| Bronze | AUT Roman Rabl         | RUS Alexander Alyabyev      | CAN Chris Williamson / Nick Brush (guia)                   |

## Resultados

### Atletas sentados
| Pos.              | Bib | Atleta                               | 1ª descida | Pos. | 2ª descida | Pos. | Total   | Diferença |
| ----------------- | --- | ------------------------------------ | ---------- | ---- | ---------- | ---- | ------- | --------- |
| Medalha de ouro   | 80  | JPN Takeshi Suzuki                   | 54.35      | 2    | 59.43      | 1    | 1:53.78 | —         |
| Medalha de prata  | 81  | AUT Philipp Bonadimann               | 54.59      | 3    | 1:01.87    | 5    | 1:56.48 | +2.70     |
| Medalha de bronze | 72  | AUT Roman Rabl                       | 55.79      | 5    | 1:00.85    | 2    | 1:56.64 | +2.86     |
| 4                 | 82  | JPN Taiki Morii                      | 56.87      | 8    | 1:00.87    | 3    | 1:57.74 | +3.96     |
| 5                 | 69  | FRA Yohann Taberlet                  | 55.56      | 4    | 1:02.24    | 6    | 1:57.80 | +4.02     |
| 6                 | 88  | FRA Cyril More                       | 56.93      | 9    | 1:02.65    | 8    | 1:59.58 | +5.80     |
| 7                 | 85  | JPN Akira Kano                       | 58.12      | 14   | 1:01.67    | 4    | 1:59.79 | +6.01     |
| 8                 | 78  | USA Gerald Hayden                    | 57.59      | 11   | 1:02.57    | 7    | 2:00.16 | +6.38     |
| 9                 | 75  | AUT Dietmar Dorn                     | 56.62      | 7    | 1:03.59    | 9    | 2:00.21 | +6.88     |
| 10                | 74  | FRA Frederic Francois                | 58.62      | 15   | 1:06.53    | 11   | 2:05.15 | +11.37    |
| 11                | 100 | GBR Ben Sneesby                      | 1:01.62    | 17   | 1:03.68    | 10   | 2:05.30 | +11.52    |
| 12                | 73  | AUT Andreas Kapfinger                | 1:02.27    | 18   | 1:10.11    | 12   | 2:12.38 | +18.60    |
| 13                | 101 | POL Igor Sikorski                    | 1:12.85    | 25   | 1:10.70    | 13   | 2:23.55 | +29.77    |
| 14                | 97  | ESP Óscar Antonio Espallargas Juárez | 1:06.65    | 23   | 1:16.92    | 14   | 2:23.57 | +29.79    |
| 15                | 99  | NOR Thomas Jacobsen                  | 1:10.61    | 24   | 1:19.60    | 15   | 2:30.21 | +36.43    |
|                   | 77  | USA Heath Calhoun                    | 57.78      | 13   | DNF        | —    | —       | —         |
|                   | 79  | CRO Dino Sokolović                   | 52.74      | 1    | DNF        | —    | —       | —         |
|                   | 84  | USA Jasmin Bambur                    | 57.57      | 10   | DNF        | —    | —       | —         |
|                   | 86  | JPN Kenji Natsume                    | 1:04.26    | 21   | DNF        | —    | —       | —         |
|                   | 87  | USA Scott Meyer                      | 1:04.08    | 20   | DNF        | —    | —       | —         |
|                   | 91  | KOR Park Jong-Seork                  | 1:04.61    | 22   | DNF        | —    | —       | —         |
|                   | 93  | CZE Oldřich Jelínek                  | 1:03.87    | 19   | DNF        | —    | —       | —         |
|                   | 94  | CAN Kurt Oatway                      | 57.61      | 12   | DNF        | —    | —       | —         |
|                   | 96  | NZL Corey Peters                     | 59.95      | 16   | DNF        | —    | —       | —         |
|                   | 104 | RUS Nikolai Shuvalov                 | 1:33.51    | 26   | DNF        | —    | —       | —         |
|                   | 83  | GER Thomas Nolte                     | 56.07      | 6    | DSQ        | —    | —       | —         |
|                   | 92  | SUI Christoph Kunz                   | DNS        | —    | —          | —    | —       | —         |
|                   | 105 | DEN Ulrik Nyvold                     | DNS        | —    | —          | —    | —       | —         |
|                   | 70  | CAN Josh Dueck                       | DNF        | —    | —          | —    | —       | —         |
|                   | 71  | GER Georg Kreiter                    | DNF        | —    | —          | —    | —       | —         |
|                   | 76  | FRA Jean Yves le Meur                | DNF        | —    | —          | —    | —       | —         |
|                   | 89  | CAN Caleb Brousseau                  | DNF        | —    | —          | —    | —       | —         |
|                   | 90  | SUI Maurizio Nicoli                  | DNF        | —    | —          | —    | —       | —         |
|                   | 95  | JPN Akira Taniguchi                  | DNF        | —    | —          | —    | —       | —         |
|                   | 98  | POL Rafal Szumiec                    | DNF        | —    | —          | —    | —       | —         |
|                   | 103 | KOR Lee Chi-Won                      | DNF        | —    | —          | —    | —       | —         |
|                   | 106 | ISL Johann Thor Holmgrimsson         | DNF        | —    | —          | —    | —       | —         |
|                   | 107 | SLO Gal Jakič                        | DNF        | —    | —          | —    | —       | —         |
|                   | 108 | AND Xavier Fernandez                 | DNF        | —    | —          | —    | —       | —         |
|                   | 109 | GRE Efthymios Kalaras                | DNF        | —    | —          | —    | —       | —         |
|                   | 102 | GBR Mick Brennan                     | DSQ        | —    | —          | —    | —       | —         |

### Atletas em pé
| Pos.              | Bib | Atleta                            | 1ª descida | Pos. | 2ª descida | Pos. | Total   | Diferença |
| ----------------- | --- | --------------------------------- | ---------- | ---- | ---------- | ---- | ------- | --------- |
| Medalha de ouro   | 22  | RUS Alexey Bugaev                 | 47.69      | 1    | 51.28      | 1    | 1:38.97 | —         |
| Medalha de prata  | 18  | FRA Vincent Gauthier-Manuel       | 48.13      | 2    | 52.11      | 3    | 1:40.24 | +1.27     |
| Medalha de bronze | 24  | RUS Alexander Alyabyev            | 48.69      | 3    | 52.05      | 2    | 1:40.74 | +1.77     |
| 4                 | 20  | AUS Toby Kane                     | 48.92      | 4    | 54.56      | 8    | 1:43.48 | +4.51     |
| 5                 | 19  | AUT Thomas Grochar                | 51.09      | 11   | 52.60      | 4    | 1:43.69 | +4.72     |
| 6                 | 28  | CAN Matt Hallat                   | 49.53      | 5    | 54.28      | 7    | 1:43.81 | +4.84     |
| 7                 | 30  | NZL Adam Hall                     | 50.71      | 7    | 53.54      | 5    | 1:44.25 | +5.28     |
| 8                 | 29  | SUI Thomas Pfyl                   | 50.90      | 9    | 54.18      | 6    | 1:45.08 | +6.11     |
| 9                 | 25  | AUT Martin Wuerz                  | 51.08      | 10   | 55.32      | 9    | 1:46.40 | +7.43     |
| 10                | 36  | POL Andrzej Szczesny              | 53.94      | 15   | 56.41      | 10   | 1:50.35 | +11.38    |
| 11                | 39  | JPN Masahiko Tokai                | 53.03      | 14   | 58.14      | 14   | 1:51.17 | +12.20    |
| 12                | 34  | RUS Alexander Vetrov              | 54.52      | 19   | 57.55      | 12   | 1:52.07 | +13.10    |
| 13                | 43  | AUT Martin Falch                  | 54.22      | 16   | 57.87      | 13   | 1:52.09 | +13.12    |
| 14                | 42  | SVK Martin France                 | 55.77      | 22   | 57.37      | 11   | 1:53.14 | +14.17    |
| 15                | 45  | GBR James Whitley                 | 54.84      | 20   | 58.59      | 15   | 1:53.43 | +14.46    |
| 16                | 44  | CAN Kirk Schornstein              | 54.28      | 17   | 59.77      | 16   | 1:54.05 | +15.08    |
| 17                | 40  | USA Ralph Green                   | 56.70      | 23   | 1:00.50    | 18   | 1:57.20 | +18.23    |
| 18                | 47  | SUI Robin Cuche                   | 57.41      | 25   | 1:00.28    | 17   | 1:57.69 | +18.72    |
| 19                | 51  | JPN Toshihiro Abe                 | 55.35      | 21   | 1:02.57    | 20   | 1:57.92 | +18.95    |
| 20                | 64  | IRI Sadegh Kalhor                 | 58.07      | 28   | 1:03.17    | 23   | 2:01.24 | +22.27    |
| 21                | 41  | CZE Stanislav Loska               | 59.20      | 29   | 1:02.47    | 19   | 2:01.67 | +22.70    |
| 22                | 33  | USA James Stanton                 | 53.01      | 11   | 1:09.56    | 29   | 2:02.57 | +23.60    |
| 23                | 48  | SUI Jochi Röthlisberger           | 59.71      | 30   | 1:03.14    | 21   | 2:02.85 | +23.88    |
| 24                | 55  | NOR Mads Andreassen               | 1:00.74    | 31   | 1:03.15    | 22   | 2:03.89 | +24.92    |
| 25                | 49  | CHI Jorge Migueles                | 57.98      | 27   | 1:07.42    | 25   | 2:05.40 | +26.43    |
| 26                | 61  | ARG Carlos Javier Codina Thomatis | 1:02.87    | 33   | 1:07.07    | 24   | 2:09.94 | +30.97    |
| 27                | 59  | ITA Marco Zanotti                 | 1:01.74    | 32   | 1:08.31    | 28   | 2:10.05 | +31.08    |
| 28                | 57  | USA Ian Jansing                   | 1:03.25    | 34   | 1:07.50    | 26   | 2:10.75 | +31.78    |
| 29                | 54  | BEL Jasper Balcaen                | 1:05.72    | 36   | 1:08.10    | 27   | 2:13.82 | +34.85    |
| 30                | 58  | JPN Fukutaro Yamazaki             | 1:05.07    | 35   | 1:11.29    | 31   | 2:16.36 | +37.39    |
| 31                | 63  | ITA Andrea Valenti                | 1:07.05    | 38   | 1:10.05    | 30   | 2:17.10 | +38.13    |
| 32                | 65  | CHI Santiago Vega                 | 1:14.04    | 42   | 1:14.59    | 32   | 2:28.63 | +49.66    |
| 33                | 62  | SRB Jugoslav Milosevic            | 1:10.34    | 39   | 1:18.45    | 34   | 2:28.79 | +49.82    |
| 34                | 68  | ARM Mher Avanesyan                | 1:12.01    | 40   | 1:18.33    | 33   | 2:30.34 | +51.37    |
| 35                | 60  | TUR Mehmet Cekic                  | 1:12.53    | 41   | 1:21.89    | 35   | 2:34.42 | +55.45    |
|                   | 23  | SUI Michael Brügger               | 54.35      | 18   | DNF        | —    | —       | —         |
|                   | 31  | AUS Mitchell Gourley              | 50.75      | 8    | DNF        | —    | —       | —         |
|                   | 32  | CAN Braydon Luscombe              | 49.94      | 6    | DNF        | —    | —       | —         |
|                   | 35  | SUI Christophe Brodard            | 56.79      | 24   | DNF        | —    | —       | —         |
|                   | 38  | FRA Romain Riboud                 | 52.94      | 12   | DNF        | —    | —       | —         |
|                   | 46  | USA Patrick Parnell               | 1:06.84    | 37   | DNF        | —    | —       | —         |
|                   | 56  | ITA Ugo Bregant                   | 57.94      | 26   | DNF        | —    | —       | —         |
|                   | 26  | AUT Matthias Lanzinger            | DNS        | —    | —          | —    | —       | —         |
|                   | 21  | JPN Hiraku Misawa                 | DNF        | —    | —          | —    | —       | —         |
|                   | 37  | JPN Gakuta Koike                  | DNF        | —    | —          | —    | —       | —         |
|                   | 50  | ITA Hansjörg Lantschner           | DNF        | —    | —          | —    | —       | —         |
|                   | 52  | RUS Aleksandr Akhmadulin          | DNF        | —    | —          | —    | —       | —         |
|                   | 53  | USA Jonathan Lujan                | DNF        | —    | —          | —    | —       | —         |
|                   | 66  | BIH Senad Turkovic                | DNF        | —    | —          | —    | —       | —         |
|                   | 27  | FRA Cedric Amafroi-Broisat        | DSQ        | —    | —          | —    | —       | —         |
|                   | 67  | UZB Ramil Gayazov                 | DSQ        | —    | —          | —    | —       | —         |

### Deficientes visuais
| Pos.              | Bib | Atleta                                                    | País                | 1ª descida | Pos. | 2ª descida | Pos. | Total   | Diferença |
| ----------------- | --- | --------------------------------------------------------- | ------------------- | ---------- | ---- | ---------- | ---- | ------- | --------- |
| Medalha de ouro   | 7   | Valerii Redkozubov Guia: Evgeny Geroev                    | RUS Rússia          | 49.69      | 1    | 53.52      | 1    | 1:43.21 | —         |
| Medalha de prata  | 10  | Yon Santacana Maiztegui Guia: Miguel Galindo Garces       | ESP Espanha         | 53.21      | 7    | 53.61      | 2    | 1:46.82 | +3.61     |
| Medalha de bronze | 1   | Chris Williamson Guia: Nick Brush                         | CAN Canadá          | 50.18      | =2   | 58.43      | 6    | 1:48.61 | +5.40     |
| 4                 | 9   | Mark Bathum Guia: Cade Yamamoto                           | USA Estados Unidos  | 53.28      | 8    | 55.85      | 3    | 1:49.13 | +5.92     |
| 5                 | 2   | Maciej Krezel Guia: Anna Ogarzynska                       | POL Polônia         | 53.68      | 9    | 56.26      | 4    | 1:49.94 | +6.73     |
| 6                 | 12  | Radomir Dudas Guia: Michal Cerven                         | SVK Eslováquia      | 56.93      | 12   | 57.53      | 5    | 1:54.46 | +11.25    |
| 7                 | 6   | Michal Beladic Guia: Filip Motyka                         | SVK Eslováquia      | 56.85      | 11   | 1:02.56    | 8    | 1:59.41 | +16.20    |
| 8                 | 14  | Patrik Hetmer Guia: Miroslav Macala                       | CZE República Checa | 1:01.60    | 14   | 1:01.87    | 7    | 2:03.47 | +20.26    |
| 9                 | 14  | Alexander Fedoruk Guia: Artem Zagorodskikh                | RUS Rússia          | 1:00.20    | 13   | 1:03.97    | 9    | 2:04.17 | +20.96    |
| 10                | 16  | Dmytro Kuzmin Guia: Sergii Dorosh                         | UKR Ucrânia         | 1:06.64    | 15   | 1:06.17    | 10   | 2:12.81 | +29.60    |
| 11                | 17  | Damir Mizdrak Guia: Luka Debeljak                         | CRO Croácia         | 1:17.19    | 16   | 1:27.67    | 11   | 2:44.86 | +1:01.65  |
|                   | 4   | Jakub Krako Guia: Martin Motyka                           | SVK Eslováquia      | 50.18      | =2   | DNF        | —    | —       | —         |
|                   | 5   | Gabriel Juan Gorce Yepes Guia: Josep Arnau Ferrer Ventura | ESP Espanha         | 52.14      | 6    | DNF        | —    | —       | —         |
|                   | 8   | Ivan Frantsev Guia: German Agranovskii                    | RUS Rússia          | 55.19      | 10   | DNF        | —    | —       | —         |
|                   | 11  | Mac Marcoux Guia: Robin Femy                              | CAN Canadá          | 52.03      | 5    | DNF        | —    | —       | —         |
|                   | 3   | Miroslav Haraus Guia: Maros Hudik                         | SVK Eslováquia      | 50.34      | 4    | DSQ        | —    | —       | —         |
|                   | 13  | Marek Kubacka Guia:Natalia Karpisova                      | SVK Eslováquia      | DNF        | —    | —          | —    | —       | —         |

Legenda
| Recorde mundial      | Recorde mundial (World record)               |                       | Recorde africano                      | Recorde africano (African) |                                           | Q | Classificado por posição (Qualified) |
| Recorde olímpico     | Recorde olímpico (Olympic record)            | Recorde da América    | Recorde da América (Americas)         | q                          | Classificado por melhor tempo (Qualified) |   |                                      |
| Melhor marca do ano  | Melhor marca do ano (World leading)          | Recorde asiático      | Recorde asiático (Asian)              | DNS                        | Não largou (Did not start)                |   |                                      |
| Recorde nacional     | Recorde nacional (National record)           | Recorde europeu       | Recorde europeu (European)            | DNF                        | Não terminou (Did not finish)             |   |                                      |
| Recorde pessoal      | Recorde pessoal do atleta (Personal best)    | Recorde da Oceania    | Recorde da Oceania (Oceania)          | DSQ / DQ                   | Desclassificado (Disqualified)            |   |                                      |
| Recorde da temporada | Recorde da temporada do atleta (Season best) | Recorde sul-americano | Recorde sul-americano (South America) | NM                         | Sem marca (No mark)                       |   |                                      |